# Courtland Mead
Courtland Robert Mead (Mission Viejo, Califórnia, 19 de Abril de 1987) é um ator e dublador estadunidense, mais conhecido por seus trabalhos nas séries de televisão Recess, Kirk e na minissérie The Shining.

## Filmografia

### Televisão
- 2006 Lilo & Stitch como Gus P. Griswold
- 2001 Lloyd in Space como Lloyd Nebulon
- 2000 NYPD Blue como Kyle Kirkendall
- 2000 Recess como Gus P. Griswold
- 1998 Promised Land como Matthew Mills
- 1998 Touched by an Angel como Matthew Mills
- 1997 Rugrats como Ricky
- 1997 The Shining como Daniel Torrance
- 1997 Nightmare Ned como Ned
- 1996 Kirk como Russell Hartman
- 1995 The Young and the Restless como Phillip Chancellor IV

### Cinema
- 2002 The Truly Twisted Tale como Bozo
- 2002 Incest como Austin
- 1996 Hellraiser IV como Jack Merchant
- 1995 Tom and Huck como Sid
- 1995 Babe como Puppy
- 1994 Corrina, Corrina como Howard Davis
- 1994 The Little Rascals como Henry "Uh-Huh" Rogers
- 1994 Dragonworld como Johnny McGowan
- 1992 Only You como Frank Jr.
- 1991 For Parents Only como Tommy